# Wimmeria microphylla
Wimmeria microphylla är en benvedsväxtart som beskrevs av L. Radlkofer. Wimmeria microphylla ingår i släktet Wimmeria och familjen Celastraceae. Inga underarter finns listade.